# Нишка операција 1944.
Нишку операцију извеле су снаге НОВЈ и Бугарске армије уз садејство совјетског ваздухопловства против немачких снага на простору Ниш – Лесковац – Власотинце. Операција је започела 8. октобра 1944. и трајала је 7 дана. Снаге нападача оствариле су знатну бројчану премоћ и пред почетак операције заузеле повољне позиције, и током наступања натерале су немачке јединице на повлачење, опколиле их, разбиле и нанеле им тежак пораз. Ослобођена је долина Јужне Мораве и сва места источно од ње.
Током операције испољиле су се слабости у садејству између југословенских и бугарских јединица, што је омело постизање још већег успеха. Неприхватљиво понашање бугарских јединица током борбе и ван ње довело је до затегнутости и кризе у односиме две стране.

## Општи оквир операције
Након пораза у Јашко-кишињевској операцији у другој половини августа 1944. и преласка Румуније и Бугарске на страну савезника, немачка команда наредила је својим снагама на Балкану, Другој оклопној армији и Групи армија Е да успоставе фронт на линији: ушће Тимока - Скопље - ушће реке Дрим (такозвана „плава линија"). То је подразумевало извлачење Групе армија Е из Грчке и брзу концентрацију знатних снага на граници Румуније и Бугарске према Србији. Међутим, услед интензивних дејстава НОВЈ у сарадњи са савезничким ваздухопловством (операција Ретвик) током септембра, ова померања и концентрација снага није успешно извршена. То је створило повољне оперативне могућности за напредовање Црвене армије и НОВЈ кроз Србију. Београдском и Нишком операцијом током октобра 1944.
- онемогућен је немачки план успостављања фронта на бугарској и румунској граници,
- немачким јединицама нанети су тешки губици,
- Група армија Е доведена је у тешку ситуацију да мора да се избори за коридор извлачења преко Косова и Метохије у правцу Сарајева
- створени су повољни услови за наставак оперативне иницијативе.

## Ангажоване снаге

### Савезничке јединице
НОВЈ
- Тринаести корпус НОВЈ
  - 22. дивизија
  - 24. дивизија
  - 46. дивизија
  - 47. дивизија
- Друга пролетерска дивизија
- 45. дивизија
- Десет партизанских одреда (Пчињски, Кривопаланачки, Масурички, Босиљградски, Врањски, Пиротски, Оруглички, Топлички, Лесковачки и Горњојабланички)

Бугарска армија
- Друга армија
  - 4, 6, 9. и 12. пешадијска дивизија
  - 2. коњичка дивизија
  - 1. устаничка софијска дивизија
  - Оклопна бригада
  - 4. гранична бригада
  - 3 артиљеријска, 1 инжињеријски пук, армијске штапске и специјалистичке јединице

Црвена армија
- 57. армија
  - 1. гардијски утврђени рејон (у јачини дивизије)
- 17. ваздухопловна армија

### Осовинске јединице
- делови 7. СС дивизије (13. СС пешадијски пук и два дивизиона 7. СС артиљеријског пука)
- 37. противавионски пук
- 121. пук 11. ваздухопловне пољске дивизије
- 47. пук 22. пешадијске дивизије
- два полицијска батаљона и више специјализованих и територијалних јединица

## Командовање операцијом
СССР је 5. септембра 1944. објавио рат Бугарској и тиме створио правни основ за окупацију бугарске територије и њено коришћење за транспорт јединица. Такође, тиме је обезбедио себи доминантну улогу у преговорима о примирју. У Бугарској је дошло до смене власти и на власт је ступио Отаџбински фронт, широка антифашистичка коалиција. Нова Бугарска влада је 5. септембра 1944. објавила рат Немачкој. Нова Бугарска армија створена је путем мањих измена у командном кадру у старој армији и укључивањем у састав устаничких јединица. Према условима примирја које је СССР наметнуо Бугарској, Бугарска армија стављена је под оперативну команду Трећег украјинског фронта Црвене армије.
Под покровитељством СССР, маршал Тито склопио је 5. октобра 1944. у Крајови у Румунији споразум са представницима нових бугарских власти. Споразум је због троипогодишње окупације и бројних злочина које су бугарске трупе починиле у Србији и Македонији био деликатно политичко питање. Бугарска страна је формално упутила влади Југославије молбу у којој изражава жаљење због учешћа у рату на страни Осовине и почињених злочина и штете, и моли владу Југославије да дозволи Бугарској армији да учествује у борбама против Немачке на југословенској територији и на тај начин се искупи за претходне поступке, а маршал Тито је у име Владе Југославије као њен председник формално дао ово одобрење под строгим прописаним условима.
Јединице Бугарске армије биле су под оперативном командом Трећег украјинског фронта Црвене армије, док су јединице НОВЈ које су учествовале у операцији биле под оперативном командом Врховног штаба НОВЈ. Координација дејстава и командовања остварена је посредством штаба Трећег украјинског фронта.
Детаље плана операције разрадили су, 7. октобра у Пироту, Штаб 13. корпуса НОВЈ, начелник Штаба 3. украјинског фронта Црвене армије и војни командант Бугарске генерал-пуковник Сергеј Семјонович Бирјузов и Штаб бугарске 2. армије.

## План операције
Савезничке снаге оствариле су на операцијској просторији концентрацију бројно и технички надмоћних снага у односу на осовинске (80 хиљада према 20 хиљада). Поред тога, пред почетак операције јединице НОВЈ биле су распоређене на повољним позицијама за напад. Стога је донесен план операције који је предвиђао:
1. Одсецање немачке нишке групације са севера, запада и југа и њено опкољавање
2. Концентрично потискивање немачких развијених одбрамбених снага са спољашњих положаја у правцу Ниша
3. Њихово уништење у области Ниша

Одсецање са севера требало је да изведе Друга пролетерска дивизија нападом из правца Малог Јастрепца према комуникацијама јужно од Сталаћа.
Опкољавање са запада одсецањем комуникације Ниш – Прокупље било је задатак 24. дивизије.
Опкољавање са југа требало је да обезбеде 22. и 47. дивизије НОВЈ, 4. и 12. бугарска пешадијска и 2. бугарска коњичка дивизија, те бугарска Оклопна бригада ликвидацијом немачких гарнизона Власотинце и Лесковац са околним утврђењима. Након ликвидације, 47. дивизије НОВЈ, 12. бугарска пешадијска и бугарска Оклопна бригада требало је да наступају у правцу комуникације Ниш - Прокупље и да ухвате везу са 24. дивизијом НОВЈ, док је требало да остале јединице наставе наступање у правцу Ниша.
Главнина бугарске 2. армије требало је да наступа са истока концентрично ка Нишу: 9. дивизија правцем Темска – Кална – Сврљиг - Ниш, 6. дивизија правцем Пирот – Бела Паланка – Нишка Бања - Ниш, и 4. дивизија правцем Бабушница – Равна Дубрава – Гаџин Хан - Ниш.
Северно од непосредне операцијске просторије одвијао се напад 64. корпуса Црвене армије и 45. дивизије преко Књажевца у правцу долине Западне Мораве. Планирано је да након заузимања Књажевца 45. дивизија и 1. гардијски утврђени рејон Црвене армије наступају са севера према Нишкој Бањи и Нишу.
Задатак 46. дивизије НОВЈ у области Врања било је обезбеђење операцијске просторије с југа и спречавање надирања јединица Групе армија Е из правца Куманова.
Партизански одреди добили су задатак да, дејствујући на својим подручјима, уништавају остатке непријатељских снага и руше комуникације.
Тајност операције била је компромитована. Група бугарских официра и новинара, необавештена о ситуацији на терену и сматрајући да су њихове јединице ушле у Власотинце, запутила се у Власотинце аутомобилом и пала у немачко заробљништво. Међу заробљеним официрима био је начелник Обавештајног одељења бугарске 2. армије потпуковник Г. Петров код кога су Немци запленили комплетну диспозицију за планирану операцију.

## Ток операције

### Почетак наступања
Операција је отпочела 8. октобра 1944. у 7:30 артиљеријском припремом, након чега је у 8:00 уследило наступање јединица бугарске 2. армије. Истог дана су и јединице НОВЈ отпочеле наступање на својим додељеним правцима.
Упркос томе што су на својим нападним правцима бугарске јединице имале надмоћ у људству и наоружању у сразмери 10:1, добра распоређене немачке снаге успеле су да зауставе и паралишу њихов напад. Неуспех бугарских снага неповољно се одразио и на напад 22. дивизије НОВЈ у области Власотинца, тако да у току прва два дана ни на једном правцу није остварен неки значајнији напредак. Најзначајнији успех остварила је 2. пролетерска дивизија пресекавши код Ђуниса и Житковца друм и железничку пругу Ниш – Сталаћ,
Штабови јединица НОВЈ изразили су велико незадовољство због спорости и неактивности бугарских јединица. Штаб 13. корпуса послао је 9. октобра Главном штабу за Србију следећи радиограм:
Због тога што Бугари скоро не крећу напред, и наше морамо задржати. Поред тога, међу бугарским командантима има још приличан број у најмању руку саботера. Командант 31. пука, који се налази на нашем десном крилу, каже да чак ни наређење за напад није добио. Интервенисали смо и код њиховог штаба армије. Ако се мисли да се Бугари потерају у борбу, онда треба у њихове штабове да дођу већи број совјетских или наших официра. Иначе један немачки батаљон је у стању да њихову читаву дивизију задржава колико хоће.
У депеши Штаба 22. дивизије Штабу 13. корпуса од 10. октобра 1944. наводи се:
Бугари не дозвољавају да пређемо испред њих. Прете да ће пуцати ако будемо прешли. Командант 31. пука отворено ради у корист Немаца.

### Немачко повлачење
Немачка команда била је свесна да се, с обзиром на изразиту надмоћност противника, положаји у нишкој области могу задржати само ако се ухвати чврста веза са остатком Групе армија Србија на северу и западу, и са Групом армија Е на југу. Северно од нишке области развијала се офанзива надмоћних снага Црвене армије и НОВЈ, што је повезивање према северу чинило илузорним. 64. корпус Црвене армије напредовао је према ушћу Западне Мораве, а 10. октобра 24. српска бригада 45. дивизије уз садејство црвеноармејаца ослободила је Књажевац и угрозила Ниш са севера.
Група армија Е наступала је кроз Македонију са 11. и 22. дивизијом као претходницом. Ове две дивизије требало је да се пробију из правца Куманова долином Јужне Мораве и успоставе везу са нишком групацијом. Међутим, њихов напад ометен је наступањем бугарских снага и НОВЈ долином Криве Реке. 121. пук успео је да у току 10. октобра потисне делове 46. дивизије НОВЈ и заузме Врање, али је обавестио команду да није у стању да настави напредовање. Сутрадан је у противнападу 46. дивизија натерала овај пук на повлачење и ослободила Врање. Немци су обновили напад, убацивши и 47. пук 22. дивизије на овај правац, али нису остварили успех.
Поред тога, велика надмоћност бугарских и југословенских снага у нишкој области почела је да даје резултате. Бугарска Оклопна бригада и делови 22. дивизије НОВЈ сломиле су немачки отпор и 10. октобра после подне ослободиле Власотинце.
Услед овако неповољног развојаи услед дејстава 2 и 24. дивизије НОВЈ западно од Ниша, командант Групе армија Србија генерал Фелбер наредио је извлачење нишке групације на линију Јужне Мораве од ушћа Топлице на север. Међутим, ова линија показаће се такође неодрживом.
Заповедник немачких снага у Нишу командант 7. СС дивизије СС-оберфирер Ото Кум образовао је нападну групацију за пробој преко Јужне Мораве у правцу Прокупља, док су на одбрамбеним положајима остављене заштитнице ради успоравања напредовања противника.
У току преподнева 11. октобра главнина немачких снага напустила је Лесковац пробијајући се у правцу Дољевца, а 47. дивизија савладала је у немачке заштитнице, ослободила Лесковац и наставила гоњење противника на север.
Извесно олакшање положају немачке групације донео је напад четничких снага (Трстенички, Јастребачки и Моравски корпус), појачаних немачким деловима из Крушевца према Блацу, који је на овај правац везао делове 2. пролетерске дивизије.
12. октобра ујутро немачка главнина кренула је у пробој из Ниша у правцу Прокупља, оставивши на широком подручју полукружно од Ниша на исток само слабије заштитнице. Тиме је тежиште операције пренесено на комуникацију Ниш – Прокупље.

### Опкољавање и разбијање немачке групације
Немачко наступање према Прокупљу 12. октобра заустављено је на Јужној Морави изузетно упорним отпором 11. српске бригаде 24. дивизије. Упркос оствареној изразитој надмоћности на правцу напада, Немци су тек у току послеподнева успели да овладају мостом код села Мрамора и околним висовима. Међутим, нису успели да одбаце браниоце са комуникације.
Улажући крајње напоре Немци су у току 13. октобра наставили продор према Прокупљу. 11. и 13. бригада успешно су ометале наступање Немаца еластичном одбраном и бочним нападима. Немачки продор досегао је до села Југбогдановца, где је коначно заустављен.
Током 13. октобра 47. дивизија свим својим јединицама избила је са југа на комуникацију Ниш – Прокупље и напала с бока немачку формацију у наступању. Јединице 47. дивизије повезале су се код Југбогдановца са јединицама 24. дивизије, и тиме је немачка групација била потпуно опкољена.
Истог дана бугарска Оклопна бригада дстигла је у околину Дољевца. Командант 47. дивизије затражио је њено ангажовање у борби против Немаца, међутим током целог дана Оклопна бригада остала је пасивна.
За то време остале југословенске и бугарске снаге потискивале су и уништавале немачке заштитнице и напредовале према Нишу. 14. октобра јединице 45. дивизије НОВЈ продрле су у град са севера, 22. дивизије НОВЈ са југа, а 6. бугарске пешадијске дивизије са истока. Око 16 часова 14. октобра Ниш је био ослобођен.
На правцу према Прокупљу, јединице 47. и 24. дивизије НОВЈ, које су успоставиле фронт у виду потковице, стално су вршиле јурише и одбијале противјурише непријатеља, чиме су га натерале да ангажује све расположиве снаге. 14. октобра Немци су од тенкова и оклопних возила образовали мању јуришну групу. Будући да 47. дивизија није располагала противоклопним средствима, ова група је око 11 часова успела да се пробије кроз положаје 47. дивизије и продужи према Прокупљу. Непосредно по њеном извлачењу, обруч је затворен и спречено је извлачење осталих јединица.
У најкритичнијем тренутку по непријатеља, рано послеподне 14. октобра на окружену немачку групацију отпочело је масовно дејство авијације Црвене армије. Будући да су Немци били опкољени на отвореном и прикуцани за земљу на својим одбрамбеним положајима, напад авијације имао је разорно дејство и изазвао је расуло у њиховим редовима. Колебање у немачким редовима искористиле су јединице НОВЈ и покренуле напад.
У 16 часова су 13. и 28. српска бригада 47. дивизије одлучно напале с југа, на одсеку Александрова и Југбогдановца, а јединице 24. дивизије са севера, на фронту Арбанасци - село Поток, не дозвољавајући непријатељу да се среди, да поседне положаје и да поново крене у пробој. Тек тада је на десном крилу 47. дивизије, левом обалом Јужне Мораве, путем Орљане – Мрамор, у борбу уведен и део бугарског Тенковског пука, јачине батаљона, док је друга колона овог пука, такође јачине батаљона, оријентисана левом обалом Богдановачке реке, на лево крило 47. дивизије;
Услед овог општег напада систем немачке одбране се распао. Немци су напустили сву моторизацију и тежу борбену технику, и наоружани само лаким пешадијским наоружањем, по групама отпочели пробијање уз падине Јастрепца. Битка се претворила у потеру за разбијеним групама Немаца по шумама Јастрепца, а на цести је остала маса ратне технике и наоружања, поред осталог: 17 тенкова, седам самоходних топова, целокупно тешко наоружање 37. противавионског пука и око 800 камиона. Према извештају Штаба 13. корпуса НОВЈ, само 14. октобра у борбама на левој обали Јужне Мораве, Немци су имали 2.036 мртвих, 1.238 рањених и око 700 заробљених.
У својој књизи „Напред, Принц Еуген!", командант дивизије Ото Кум опширно је описао борбе у Нишкој операцији. О овом тешком поразу на путу за Прокупље, између осталог пише:
Бугари нису наступали даље - добра храна из логора у Нишу накрцана на возила спасила нас је од даље потере! Међутим, цела област између пута и планине била је поседнута од партизана. Тако је нажалост велики део штаба и залуталих из колоне доспео у руке партизана и био убијен. Увече, око 4000 људи и 1200 коња нашло се у подножју планине. Успон је почео - и са њим дуги марш глади преко висова Јастрепца и Копаоника! Крај нишког поглавља. И Бугари и партизани прогласили су коначну пропаст 7. СС-брдске дивизије „Принц Еуген“ - али не, још смо живи. Али тај дан коштао нас је неких 1000 мртвих, армију, ваздухопловство, морнарицу и Вафен СС.

## Неспоразуми између савезника
У извештају Штаба 13. корпуса Главном штабу Народноослободилачке војске за Србију од 18. октобра 1944. године, стоји:
После ликвидације непријатеља, наша 47. дивизија поставила је обезбеђење у циљу спречавања пљачке и целу ноћ контролисала сва моторна возила. Ујутру 15. о. м. бугарске јединице, међу којима и Тенковска бригада, дошле су да извлаче камионе. Том приликом између наших стражара, који су имали наређење да чувају возила, и бугарских јединица дошло је до оружаног сукоба:
- а) бугарски војници су митраљезом из једног тенка убили једног нашег стражара и једног ранили;
- б) у једном другом сукобу погинуло је пет Бугара и три наша војника.

Дошло је до бројних инцидената у местима у којима су биле размештене бугарске трупе. Бугарски војници и официри пљачкали су војну и цивилну имовину. 4. гранична бригада, иако је била предвиђена да учествује у нишкој операцији, није ангажована у борбама, али се по ослобођењу Ниша разместила у Кнез-Селу, око 10 километара североисточно од града, одакле је ноћу уочи 17. октобра враћена у Бугарску, јер њена употреба у даљим дејствима није била предвиђена. При повратку је из санаторијума Кнез-Села, разбивши гвоздена врата магацина, покупила сав материјал, поскидала све инсталације у згради, па чак и браве са врата. Тако је ова санитетска установа, где је Главни штаб за Србију предвиђао да смести тешке рањенике, била потпуно онеспособљена. Интервенција Штаба 13. корпуса Народноос-лободилачке војске код Штаба бугарске 2. армије да се 4. гранична бригада заустави код Пирота и од ње одузму однете ствари и инсталације из санаторијума није уродила плодом.
Пошто је интервенција остала без резултата, Главни штаб за Србију је замолио Врховни штаб Народноослободилачке војске да нареди да бугарске трупе напусте Србију. У депеши коју је 15. октобра 1944. упутио врховном команданту маршалу Титу стоји:
Пожељно је да бугарска војска што пре изађе из Ниша. Ми ћемо то тражити. Молимо да интервенишете и Ви.
Сматрајући понашање неких јединица бугарске 2. армије неподношљивим, 17. октобра 1944. маршал Тито је наредио Главном штабу за Србију:
Бугарске трупе имају одмах напустити Ниш. Сви војни трофеји и магацини морају остати на нашем располагању. Саопштите то бугарском команданту као моју заповест.

Покрет бугарских трупа био је предвиђен са мном у споразуму. У вези с вашим депешама у којима говори-те о отимању и пљачки трофеја које су заплениле наше јединице и нелојалном држању Бугара, затражио сам од совјетске команде да бугарске трупе сместа обуставе покрет према Косову и испразне територију Србије. О тој одлуци саопштићу совјетској влади. Ако би се Бугари томе одупирали, сматраћемо то непријатељским актом.
Након ових интервенција, уследила су извињења и обећања од стране бугарских политичких кругова, тако да је поново дозвољено бугарским снагама да учествују у борбама на тлу Југославије. Током новембра 1944. бугарске јединице учествовале су у борбама на Косову и Метохији и у околини Новог Пазара, поново без већег успеха. У нешто мањој мери поновили су се и инциденти са становништвом и јединицама НОВЈ.

## Резултати операције
Током седмодневног трајања Нишке операције комбиноване савезничке јединице нанеле су немачким јединицама значајне губитке, ослободиле су велико пространство у јужној и југоисточној Србији, спречиле планирано повезивање Групе армија Е са Групом армија Србија. Тиме је Група армија Е принуђена на пробијање преко Санџака.
Најтеже губитке поднела је 7. СС дивизија „Принц Еуген“. Ова елитна немачка јединица током битке је разбијена и остала је без скоро комплетне борбене технике и моторизације. Бројно стање ове јединице на дан 1. октобра 1944. износило је 18.827 људи под оружјем, док је, према извештају команде на дан 25. октобра бројно стање у трупи (укључујући ојачани 14. пук) износило 8.231 војника.
Дивизија је, после прикупљања и краткотрајног сређивања, 24. октобра уведена у борбу на одбрани Краљевачког мостобрана, демонстрирајући упорност, жилавост и високе борбене квалитете свог људства.
Успех који су постигле комбиноване савезничке снаге у Нишкој операцији, имајући у виду остварену надмоћност и размештај снага, могао је бити и већи. До тога није дошло највећим дело услед исказаних слабости у употреби јединица Бугарске армије и услед неостваривања оптималног садејства снага НОВЈ и бугарских снага.